# Hoist (álbum)
Hoist es el séptimo álbum de estudio de la banda de rock estadounidense Phish. Hoist incluye colaboraciones de Alison Krauss, Béla Fleck y otros músicos, además del actor Jonathan Frakes tocando el trombón. El álbum se caracteriza por canciones simples de pop , algo nuevo para la banda hasta el momento. En contraste, la última canción, "Demand", contiene una larga sección instrumental extraída de una actuación en directo de 1993 de la canción "Split Open and Melt", 
seguida de una primera estrofa en hebreo de la canción "Yerushalayim Shel Zahav (Jerusalem of Gold)".
La banda sugirió unas cuantas ideas para el título del álbum antes de decidirse por "Hoist"; una de ellas era "Hung Like a Horse". Decidieron que era demasiado vulgar, pero se quedaron con la broma visual en la portada. El caballo, también es una referencia a la canción "The Horse", la única que no tiene su propia imagen en el álbum previo Rift.
La banda acompañó "Down with Disease" de un videoclip, dirigido por el bajista Mike Gordon.
El álbum fue certificado oro por la RIAA el 19 de agosto de 1996.
Desde febrero de 2009, el álbum está disponible en formatos FLAC y MP3 para su descarga en LivePhish.com.

## Lista de canciones
1. "Julius" (Anastasio, Marshall) - 4:41
2. "Down with Disease" (Anastasio, Marshall) - 4:08
3. "If I Could" (Anastasio) - 4:09
4. "Riker's Mailbox" (Anastasio, Fishman, Gordon, McConnell) - 0:20
5. "Axilla, Pt. 2" (Anastasio, Marshall) - 4:25
6. "Lifeboy" (Anastasio, Marshall) - 6:52
7. "Sample in a Jar" (Anastasio, Marshall) - 4:38
8. "Wolfman's Brother" (Anastasio, Fishman, Gordon, Marshall, McConnell) - 4:28
9. "Scent of a Mule" (Gordon) - 3:58
10. "Dog-Faced Boy" (Anastasio, Fishman, Marshall, McConnell) - 2:09
11. "Demand" (Anastasio, Marshall) - 10:40

## Sencillo en listas
- "Down with Disease" (Mainstream Rock Tracks, N.º 33)

## Personal
- Trey Anastasio - guitarra, voz
- Page McConnell - teclados, voz
- Mike Gordon - bajo, voz
- Jon Fishman - batería, voz